# 원주시의 마천루 목록
대한민국 강원특별자치도 원주시의 마천루 목록이다. 대한민국의 「초고층 및 지하연계 복합건축물 재난관리에 관한 특별법」에 따르면 '초고층 건축물' 이란 층수가 50층 이상 또는 높이가 200m 이상인 건축물을 말한다.

## 마천루 순위
본 목록은 완공되었거나, 상량식을 끝낸 마천루이다.
| 순위 | 이름                           | 사진 | 위치       | 높이 | 층수 | 완공 연도 | 비고                                                                               |
| ---- | ------------------------------ | ---- | ---------- | ---- | ---- | --------- | ---------------------------------------------------------------------------------- |
| 1    | 건강보험심사평가원             |      | 반곡관설동 | 126m | 27층 | 2015년    | 2015년 9월에 완공되었다. 2020년 기준 완공된 건축물중 강원특별자치도에서 가장 높다. |
| 2    | 국민건강보험공단               |      | 반곡관설동 | 117m | 27층 | 2015년    | 2015년 12월에 완공되었다.                                                          |
| 3=   | 두진 하트리움시티 103동        |      | 일산동     | 113m | 38층 | 2019년    | 2019년 5월부터 입주한 아파트이다.                                                  |
| 3=   | 두진 하트리움시티 104동        |      | 일산동     | 113m | 38층 | 2019년    | 2019년 5월부터 입주한 아파트이다.                                                  |
| 5    | 두진 하트리움시티 101동        |      | 일산동     | 111m | 38층 | 2019년    | 2019년 5월부터 입주한 아파트이다.                                                  |
| 6    | 두진 하트리움시티 102동        |      | 일산동     | 108m | 36층 | 2019년    | 2019년 5월부터 입주한 아파트이다.                                                  |
| 7    | 원주 롯데캐슬 더 퍼스트 1006동 |      | 지정면     | 88m  | 30층 | 2018년    | [ 7 ]                                                                              |
| 8=   | 원주 롯데캐슬 더 퍼스트 1002동 |      | 지정면     | 85m  | 30층 | 2018년    | [ 8 ]                                                                              |
| 8=   | 원주 롯데캐슬 더 퍼스트 1004동 |      | 지정면     | 85m  | 30층 | 2018년    | [ 9 ]                                                                              |
| 8=   | 원주 롯데캐슬 더 퍼스트 1005동 |      | 지정면     | 85m  | 30층 | 2018년    | [ 10 ]                                                                             |
| 8=   | 원주 롯데캐슬 더 퍼스트 1007동 |      | 지정면     | 85m  | 30층 | 2018년    | [ 11 ]                                                                             |
| 8=   | 원주 롯데캐슬 더 퍼스트 1010동 |      | 지정면     | 85m  | 30층 | 2018년    | [ 12 ]                                                                             |
| 8=   | 원주 라온프라이빗 701동        |      | 지정면     | 85m  | 30층 | 2018년    | [ 13 ]                                                                             |
| 8=   | 원주 라온프라이빗 702동        |      | 지정면     | 85m  | 30층 | 2018년    | [ 14 ]                                                                             |
| 8=   | 원주 라온프라이빗 703동        |      | 지정면     | 85m  | 30층 | 2018년    | [ 15 ]                                                                             |
| 8=   | 원주 라온프라이빗 704동        |      | 지정면     | 85m  | 30층 | 2018년    | [ 16 ]                                                                             |
| 17   | 원주 롯데캐슬 더 퍼스트 1003동 |      | 지정면     | 82m  | 29층 | 2018년    | [ 17 ]                                                                             |
| 17   | 원주 롯데캐슬 더 퍼스트 1003동 |      | 지정면     | 82m  | 29층 | 2018년    | [ 18 ]                                                                             |
| 18   | 두진 하트리움시티 105동        |      | 일산동     | 81m  | 26층 | 2019년    | 2019년 5월부터 입주한 아파트이다.                                                  |
| 19   | 한국광해광업공단 본사 빌딩     |      | 일산동     | 80m  | 15층 | 2015년    | [ 20 ]                                                                             |

## 같이 보기
- 원주시
- 마천루 목록
- 아시아의 마천루 목록
- 대한민국의 마천루 목록